# Фінал Кубка націй ОФК 2016
Фінал Кубка націй ОФК 2016 року визначав переможця турніру і відбувся 11 червня 2016 року на стадіоні «Сер Джон Гіз» в місті Порт-Морсбі, Папуа Нова Гвінея.
У матчі взяли участь господарі турніру Папуа Нова Гвінея, а також Нова Зеландія. При цьому незважаючи на те, що Папуа Нова Гвінея була господарем турніру, формальним господарем фіналу за жеребом стала збірна Нової Зеландії. Для новозеландців це був п'ятий фінал, три з яких вони виграли (у турнірі 2008 року Нова Зеландія теж стала володарем трофею, але турнір не передбачав фінального матчу). Для Папуа Нової Гвінеї це була дебютна участь у фіналі змагань.
Жодна команда не змогла забити за 90 хвилин, тому гра перейшла у додатковий час. За 30 хвилин додаткового часу також не було забито голів, тому були призначені післяматчеві пенальті. Коріаг Упаїга з Папуа Нової Гвінеї першим не забив у пенальті, після чого обидві команди свої удари реалізовували і після трьох пенальті від обох команд рахунок був 3:2 на користь Нової Зеландії. Наступні пенальті для обох команд були нереалізовані — Джеремі Брокі з Нової Зеландії та Реймонд Гунемба з Папуа Нової Гвінеї свої удари не забили. В результаті удар Марко Рохаса став вирішальним і він забив свій пенальті, встановивши остаточний рахунок — 4:2. Фінал 2016 року став першим фіналом Кубка націй ОФК, в якому чемпіон визначався у серії пенальті. Перемога дозволила новозеландцям представляти федерацію на Кубку конфедерацій 2017 року.

## Шлях до фіналу
| Поз | Команда            | І | О |
| --- | ------------------ | - | - |
| 1   | Нова Зеландія      | 3 | 9 |
| 2   | Соломонові Острови | 3 | 3 |
| 3   | Фіджі              | 3 | 3 |
| 4   | Вануату            | 3 | 3 |

| Поз | Команда               | І | О |
| --- | --------------------- | - | - |
| 1   | Папуа Нова Гвінея (H) | 3 | 5 |
| 2   | Нова Каледонія        | 3 | 5 |
| 3   | Таїті                 | 3 | 5 |
| 4   | Самоа                 | 3 | 0 |

## Матч
| 11 червня 2016 16:00 |

| Нова Зеландія                               | 0–0                            | Папуа Нова Гвінея                   |
| ------------------------------------------- | ------------------------------ | ----------------------------------- |
|                                             | Протокол (FIFA) Протокол (OFC) |                                     |
|                                             | Пенальті                       |                                     |
| - Фаллон - Макглінкі - Даєр - Брокі - Рохас | 4–2                            | - Упаїга - Семмі - Фостер - Гунемба |

| «Сер Джон Гіз», Порт-Морсбі Глядачів: 13,000 Арбітр: Норбер Ауата (Таїті) |

| Нова Зеландія | Папуа Нова Гвінея |

|                  |    |                  |       |     |
|                  |    |                  |       |     |
| GK               | 1  | Стефан Маринович |       |     |
| RWB              | 16 | Луї Фентон       | 27'   |     |
| CB               | 5  | Майкл Боксолл    | 48'   |     |
| CB               | 17 | Люк Адамс        |       |     |
| CB               | 18 | Сем Бразертон    |       |     |
| LWB              | 2  | Кіп Колві        | 61'   |     |
| CM               | 13 | Монті Паттерсон  |       | 53' |
| CM               | 8  | Майкл Макглінкі  | 90+2' |     |
| AM               | 6  | Білл Туїлома     |       | 71' |
| ST               | 7  | Коста Барбарусес |       | 55' |
| ST               | 14 | Рорі Фаллон (c)  |       |     |
| Заміни:          |    |                  |       |     |
| MF               | 11 | Марко Рохас      |       | 53' |
| ST               | 15 | Джеремі Брокі    |       | 55' |
| MF               | 22 | Мозес Даєр       |       | 71' |
| Головний тренер: |    |                  |       |     |
| Ентоні Гадсон    |    |                  |       |     |

| GK                  | 20 | Рональд Варисан    |      |      |
| RB                  | 2  | Деніел Жое         |      |      |
| CB                  | 5  | Фелікс Комолонг    |      |      |
| CB                  | 4  | Елвін Комолонг     |      |      |
| LB                  | 19 | Коріаг Упаїга      |      |      |
| CM                  | 14 | Еммануель Саймон   |      | 115' |
| CM                  | 12 | Девід Мута (c)     |      |      |
| RW                  | 9  | Найджел Дабиньянба |      |      |
| AM                  | 8  | Michael Foster     | 35'  |      |
| LW                  | 18 | Томмі Семмі        | 20'  |      |
| ST                  | 7  | Реймонд Гунемба    | 117' |      |
| Заміна:             |    |                    |      |      |
| MF                  | 17 | Джейкоб Сабуа      |      | 115' |
| Головний тренер:    |    |                    |      |      |
| Флеммінг Серрітслев |    |                    |      |      |

| Асистенти арбітра: Тевіта Макасіні (Тонга) Філіппе Ревель (Таїті) Четвертий арбітр: Абделькадер Зітуні (Таїті) | Регламент - 90 хвилин. - При рівному рахунку призначається ще 30 хвилин додаткового часу - Якщо і після цього рахунок рівний, призначаються післяматчеві пенальті. - Максимум три заміни. |